# Municipio de Hampton (Minnesota)
El municipio de Hampton (en inglés: Hampton Township) es un municipio ubicado en el condado de Dakota en el estado estadounidense de Minnesota. En el año 2010 tenía una población de 903 habitantes y una densidad poblacional de 10,15 personas por km².

## Geografía
El municipio de Hampton se encuentra ubicado en las coordenadas 44°35′2″N 92°58′7″O / 44.58389, -92.96861. Según la Oficina del Censo de los Estados Unidos, el municipio tiene una superficie total de 88.92 km², de la cual 88,86 km² corresponden a tierra firme y (0,07 %) 0,06 km² es agua.

## Demografía
Según el censo de 2010, había 903 personas residiendo en el municipio de Hampton. La densidad de población era de 10,15 hab./km². De los 903 habitantes, el municipio de Hampton estaba compuesto por el 97,79 % blancos, el 0,11 % eran afroamericanos, el 0,22 % eran amerindios, el 1,11 % eran asiáticos, el 0,11 % eran de otras razas y el 0,66 % eran de una mezcla de razas. Del total de la población el 1,55 % eran hispanos o latinos de cualquier raza.